# روي ماكلارين (سياسي)
روي ماكلارين هو مؤلف وناشر ومؤرخ ودبلوماسي وكاتب وسياسي كندي، ولد في 26 أكتوبر 1934 في فانكوفر في كندا. حزبياً، نشط في الحزب الليبرالي الكندي. وقد انتخب وزير الدخل القومي ‏ (30 يونيو 1984 – 16 سبتمبر 1984) وانتخب وزير التجارة الدولية ‏ (4 نوفمبر 1993 – 24 يناير 1996) وانتخب عضو مجلس العموم الكندي عن دائرة Etobicoke North (federal electoral district) ‏ (1988 – 1996).